# Easter Ross
Easter Ross (gäl. Ros an Ear) ist ein grob umrissenes Gebiet im Osten von Ross-shire, in der schottischen Council Area Highland.
Wahlkreise:
- Wahlkreis Caithness, Sutherland and Easter Ross (House of Commons)
- Wahlkreis Caithness, Sutherland and Ross (Schottisches Parlament, seit 2011)
- Wahlkreis Caithness, Sutherland and Easter Ross (Schottisches Parlament, von 1999 bis 2011)

Orte in Easter Ross:
- Alness
- Dingwall (gewöhnlich Easter Ross zugerechnet, gelegentlich auch dem Gebiet im Nordwesten von Dingwall)
- Evanton
- Invergordon
- Kildary
- Milton
- Portmahomack
- Die Seaboard Villages:
  - Balintore
  - Hilton of Cadboll
  - Shandwick
- Tain

Easter Ross hat einen eigenen Dialekt, der besonders bekannt ist für seinen häufigen Gebrauch des Wortes „bey“ (Junge).